# Renate Nika
Renate Nika (* 1972) ist eine österreichische Kirchenmusikerin und Theologin.
Renate Nika ist Referentin für Liturgie und Musik im Amt Junge Kirche der Diözese Graz-Seckau. Sie ist als Organisationsverantwortliche der NGL-Wochen Vertreterin in der Österreichischen Kirchenmusikkommission. Seit 2013 besitzt sie einen Lehrauftrag an der Kirchlichen Pädagogischen Hochschule in Graz.

## Werke
- „Ich sing dir mein Lied…“ – Musikalische Gestaltung von Eucharistiefeiern mit Jugendlichen und für Jugendliche.
- „Wir bringen unsre Gaben“, Lied im neuen Gotteslob (Österreich-Eigenteil) Nr. 765